# Claude-François Jeanneret
Claude-François Jeanneret est un pilote suisse de courses de côte.

## Biographie
Il court durant deux décennies complètes en courses de côte européennes, des années 1970 aux années 1980, essentiellement avec deux marques de voitures: BMW (2002 et série 3 Heidegger ainsi que M1, jusqu'en 1983) et Audi (type Quattro A2, entre 1984 et 1989). 
Malgré sa catégorisation I, il réussit à obtenir des podiums pour la marque allemande à serra da Estrela, avec une seconde et une troisième place respectivement en 1982 et en 1978. Il compte plus d'une cinquantaine de victoires de groupes en parcours européens, dont  près de 40 en Groupe B de 1982 a 1987.
Son Audi Ur Quattro-Lehmann fut la plus puissante à rouler en course en version 10 soupapes: avec près de 700 chevaux, elle accélérait en côte aussi puissamment qu'une Formule 2 grâce à la préparation du motoriste lichtensteinois Lehmann Motors.

## Titres
- Double Champion d'Europe de la montagne de catégorie I, en 1986 et 1987, sur Audi Quattro A2 (du Groupe B).